# Letadlo palebné podpory

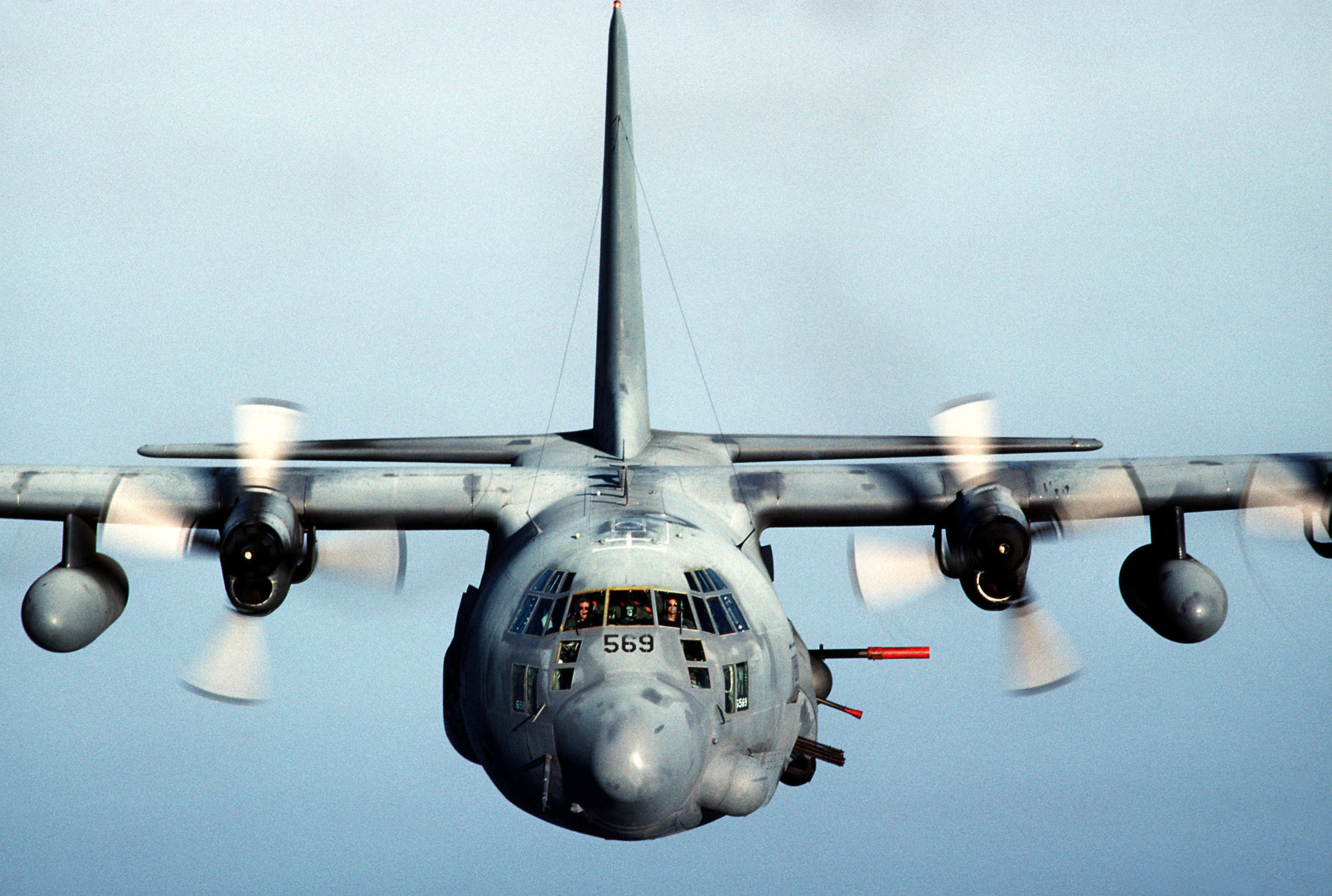
Letoun palebné podpory AC-130H Spectre

Letadlo palebné podpory (anglicky gunship) je těžce vyzbrojené vojenské letadlo, které je určeno především pro přímou leteckou podporu a ozbrojený průzkum. Jelikož je výzbroj letounu soustředěna na levé straně trupu, může útočit veškerou svojí palebnou silou najednou.

## Historie

### Druhá světová válka

#### Doprovodný letoun
Nedostatek doprovodných stíhacích letounů pro operace amerických leteckých sil na evropském válčišti v období let 1942–1943 vedl k pokusům výrazně posílit výzbroj standardních létajících pevností Boeing B-17F a později jednoho stroje Consolidated B-24D Liberator tak, aby byly vybaveny celkem 14 až 16 těžkými kulomety Browning AN/M2 .50 cal. Tyto letouny pak nesly označení Boeing YB-40 Flying Fortress a Consolidated XB-41 Liberator. Jejich úkolem bylo doprovázet svazy těžkých bombardérů při jejich strategickém bombardování cílů na území okupované Evropy. Letounů Boeing YB-40, jimž se občas říkalo gunship,  bylo celkem vyrobeno 25, zatímco Consolidated XB-41 zůstal jako jediný prototyp.

#### Útočný letoun
Naléhavá potřeba tvrdě útočících bitevních letounů v době 2. světové války vedla k vývoji těžce vyzbrojené verze bombardovacího letounu North American B-25 Mitchell. Celkem 405 vyrobených strojů B-25G bylo vyzbrojeno 75mm kanóny M4, zatímco tisíc verzí B-25H, jež následovaly, bylo vybaveno lehčími kanóny TE13E1 téhož kalibru. Verze B-25J, jíž bylo vyrobeno nejvíc kusů, nebyla vybavena tak těžkými zbraněmi, v některých případech však nesla působivých 18 těžkých kulometů M2 Browning ráže 12,7 × 99 mm, víc než jakýkoli jiný soudobý americký letoun. Osm kulometů bylo umístěno v přídi, čtyři ve hřbetním střelišti, dva v ocasní střelecké věži a po dvou kulometech v bočních střelištích. Čtrnáct kulometů mířilo neustále dopředu. Později byl B-25J ještě dozbrojen osmi 127mm neřízenými střelami vzduch–země HVAR.
Podobné britské a německé snahy vyvinout dvoumotorový bitevník s odpovídající výzbrojí vedly k postavení sedmnácti upravených britských stíhacích bombardérů de Havilland Mosquito ve verzi FB Mk XVIII, jež byly vybaveny samonabíjecí leteckou verzí 57mm kanónu Ordnance QF 6 pounder a značného množství těžkých německých bitevníků vybavených palubními kanóny. Jednalo se zejména o protitankovou verzi střemhlavého bombardovacího letounu Ju 87G Kanonenvogel vyzbrojenou dvěma 37mm kanóny BK 37 zavěšenými pod křídly. Víceúčelové letouny Junkers Ju 88 byly ve verzi Ju 88P vybaveny kanóny všech tří kalibrů palubních kanónů (37, 50 a 75 mm) a sloužily jak k ničení tanků, tak k bombardování. Upravené verze Messerschmittu Me 410 Hornisse vyzbrojené stejnými 50mm kanóny BK 5 jako Ju 88P-4 však sloužily pouze k bombardování. Žádný z německých dvoumotorových "letounů palebné podpory" se však nevyráběl či nepředělával ve větším počtu.

### Poválečné období

#### Letadla s pevným křídlem
V modernější poválečné terminologii se letounem palebné podpory rozumí letadlo s těžkou výzbrojí umístěnou na boku, jež slouží k útokům na pozemní či námořní cíle. Tyto letouny jsou uspořádány tak, aby nad cílem kroužily, místo opakovaného čelního nalétávání. Jejich zbraně jsou synchronizovány, aby střílely na vrcholu imaginárního kužele tvořeného křídlem letadla a zemí při kroužení letounu nad cílem.
K prvnímu významnému použití letounu palebné podpory dnes standardním způsobem došlo roku 1964 ve válce ve Vietnamu, kdy USAF úspěšně upravilo vojenskou verzi populární Dakoty, Douglas C-47 Skytrain, pro útoky při krouživém letu pomocí z boku střílejících šestihlavňových rotačních kulometů M134 Minigun. Upravenému C-47, jehož oficiální označení bylo FC-47, později změněné na AC-47, se v té době říkalo "dragonship" neboli dračí loď. Skutečným letounem palebné podpory v moderním smyslu se stal až teprve novější a větší Lockheed AC-130 Gunship II. Toto těžce vyzbrojené letadlo bylo vybaveno řadou různých zbraňových systémů včetně 7,62mm rotačních kulometů M134, 20mm šestihlavňových rotačních kanónů M61 Vulcan, 25mm pětihlavňových rotačních kanónů GAU-12, 30mm automatických kanónů Mk44 Bushmaster II, 40mm kanónů Bofors L/60 a 105mm houfnic M102. Douglas AC-47 Spooky, Fairchild AC-119, a AC-130 Spectre/Spooky, byly zranitelné a určené k činnosti teprve po dosažení vzdušné převahy. Během vietnamské války spatřily světlo světa i menší americké letouny palebné podpory jako Fairchild AU-23 Peacemaker, jichž bylo postaveno celkem 15, a Helio AU-24 Stallion (celkem 20 strojů). Měly to být levné a nenáročné letouny, jež měly být předány leteckým silám spřátelených vlád v jihovýchodní Asii jako podpora protipovstaleckých operací. Tyto stroje tak sloužily v Thajském královském letectvu, v Jihovietnamských leteckých silách a v letectvu Khmerské republiky. V omezeném počtu je používalo i Letectvo Spojených států.
Obnovený zájem o koncepci letounů palebné podpory vedl k vývoji bojové varianty strategického letadla C-27J Spartan, která však kvůli rozpočtovým škrtům nesloužila v řadách USAF příliš dlouho. V leteckých silách řady jiných zemí tomu však bylo jinak. Velitelství zvláštních operací Letectva Spojených států údajně v roce 2013 zkoušelo verzi polského letounu PZL M28 Skytruck vyzbrojeného těžkými 12,7mm kulomety M2 Browning.

#### Letadla s rotující nosnou plochou
První vrtulníky palebné podpory měly výzbroj také umístěnou na boku. Příkladem je jednomotorový francouzský Aérospatiale Alouette III, který původně sloužil v portugalské koloniální válce a také v pohraničních konfliktech mezi Jihoafrickými obrannými silami a ozbrojeným křídlem Lidové organizace Jihozápadní Afriky.
V době vietnamské války byly na vrtulníky palebné podpory upraveny víceúčelové stroje Bell UH-1 Iroquois (Huey), jež byly počínaje roky 1962–1963 vybavovány kulomety, raketomety, granátomety a automatickými kanóny. Letadla s rotující nosnou plochou neboli helikoptéry mohou pro přiblížení k cíli využívat celou řadu bojových manévrů, proto je v jejich případě termín letoun palebné podpory synonymem termínu těžce vyzbrojený vrtulník. Do této kategorie spadají i bitevní vrtulníky, jako je Bell AH-1 Cobra.

## Příklady letadel palebné podpory

### Letouny
- Douglas AC-47 Spooky
- Fairchild AC-119 Stinger
- Fairchild AU-23 Peacemaker
- Fairchild NC-123K Black Spot
- Helio AU-24 Stallion
- Lockheed AC-130H Spectre
- Lockheed AP-2H Neptune
- Martin B-57G

### Vrtulníky
- Aérospatiale Alouette III varianty
- Bell AH-1 Cobra
- Boeing AH-6
- Boeing AH-64 Apache
- Boeing ACH-47 Chinook
- Bell OH-58 Kiowa varianty
- Bell UH-1 Iroquois varianty
- Mil Mi-24 Hind
- Mil Mi-28 Havoc
- Sikorsky UH-60L Black Hawk

## Galerie

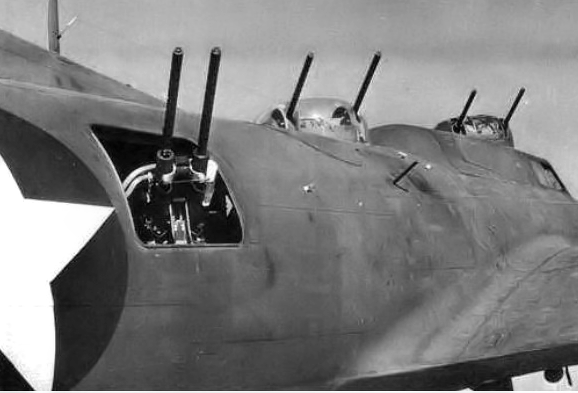
Mohutná výzbroj YB-40, jež vedla v letech 1942–43 k přezdívce "gunship" (dělový člun).
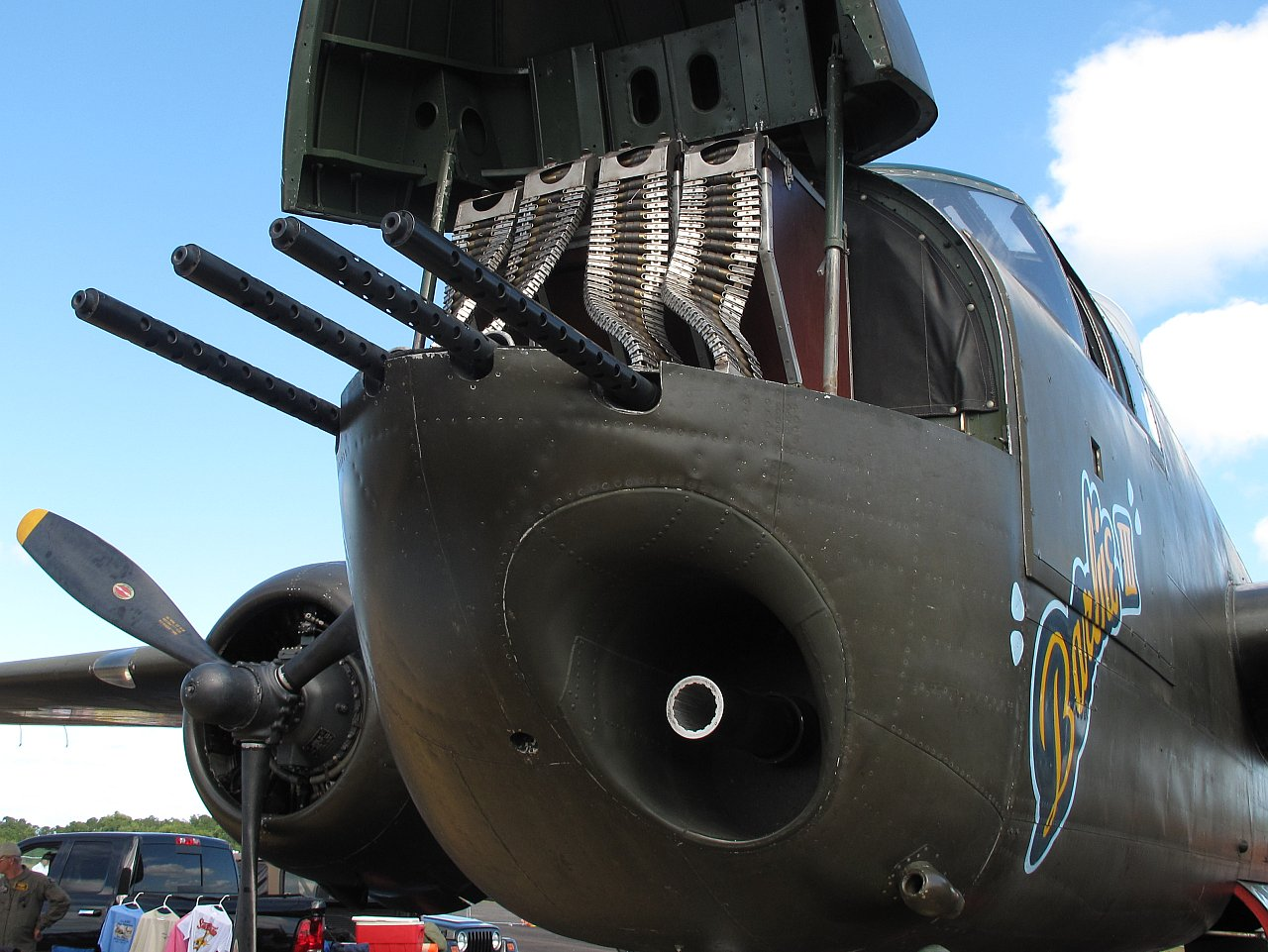
B-25H Gunship Barbie III se 75mm kanónem M5 a čtyřmi kulomety M2 Browning
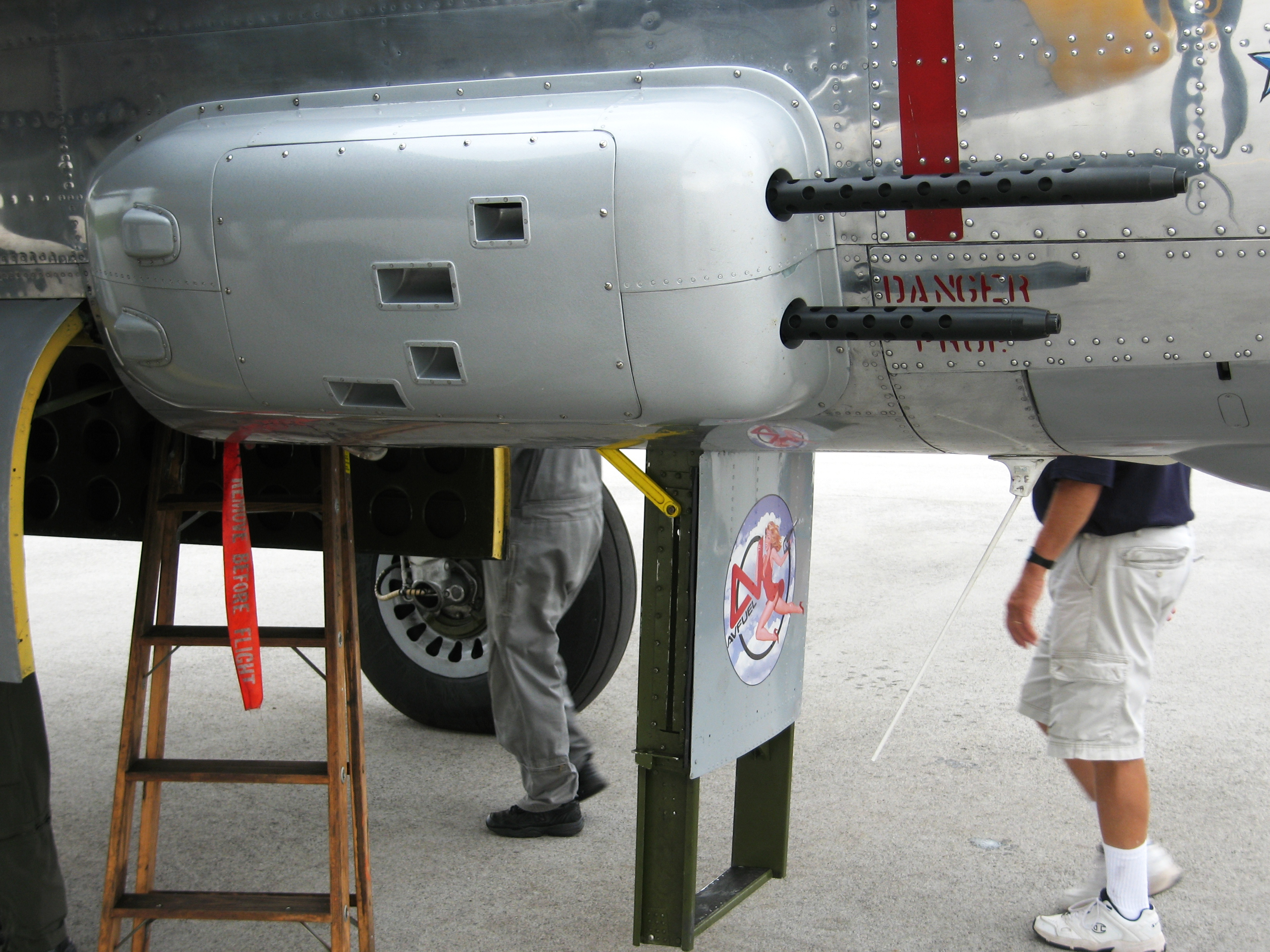
Detail montáže kulometů letounu North American B-25 Mitchell
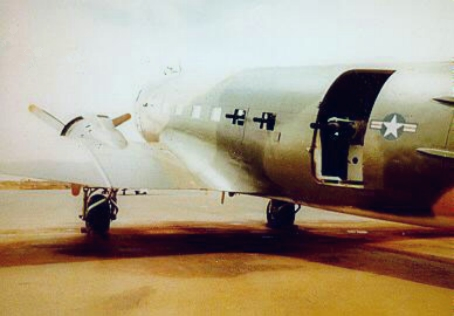
Douglas AC-47 Spooky se třemi šestihlavňovými rotačními kulomety M134 Minigun vyčnívajícími ze dveří nákladního prostoru a ze dvou okýnek před nimi.
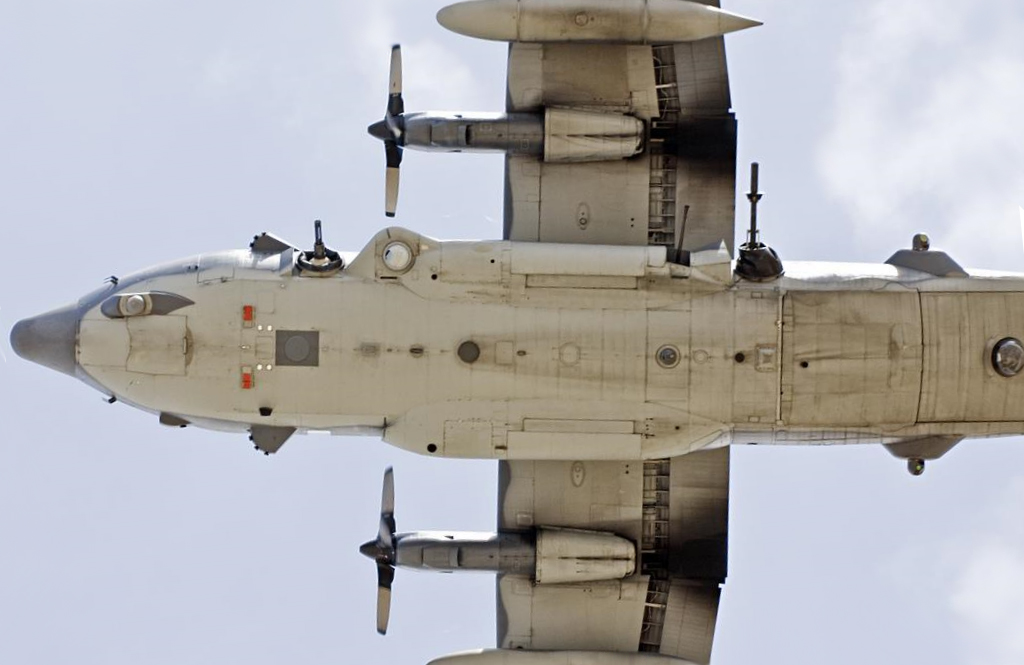
AC-130U Při pohledu zdola jsou dobře viditelné 25mm, 40mm a 105mm kanóny a senzory.
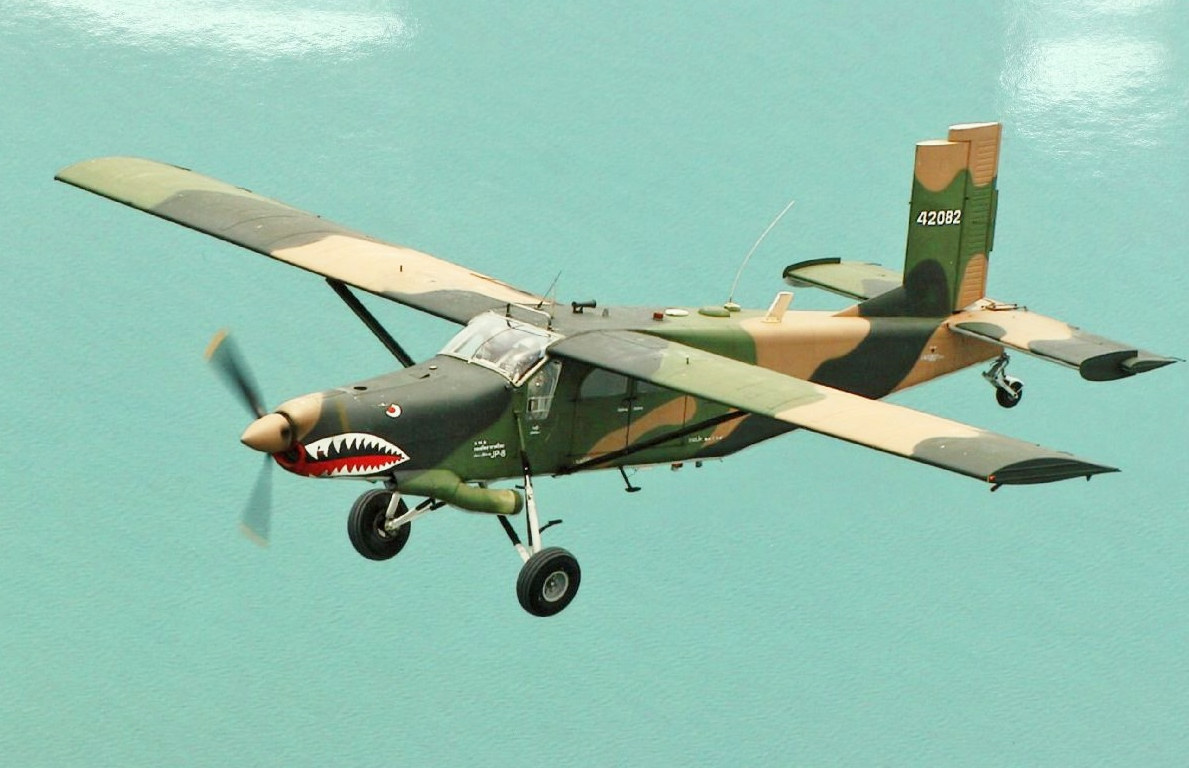
Fairchild AU-23 Peacemaker za letu
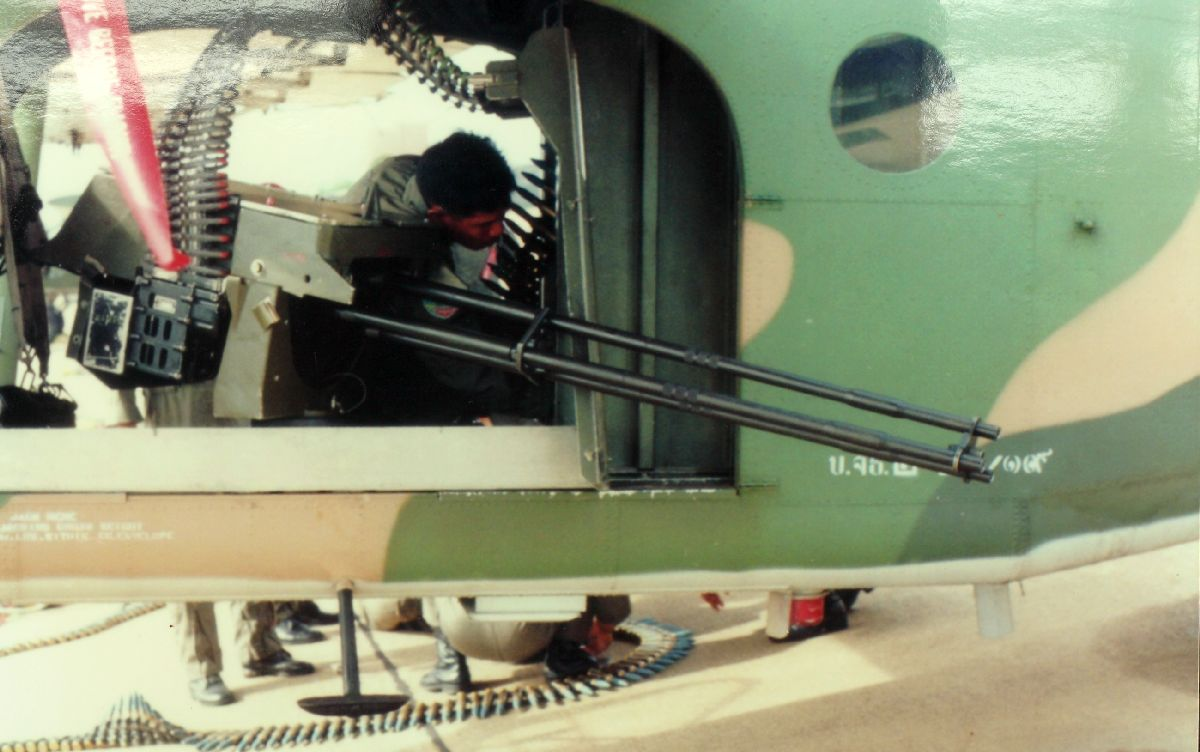
XM197 20mm rotační kanón na AU-23 Peacemaker
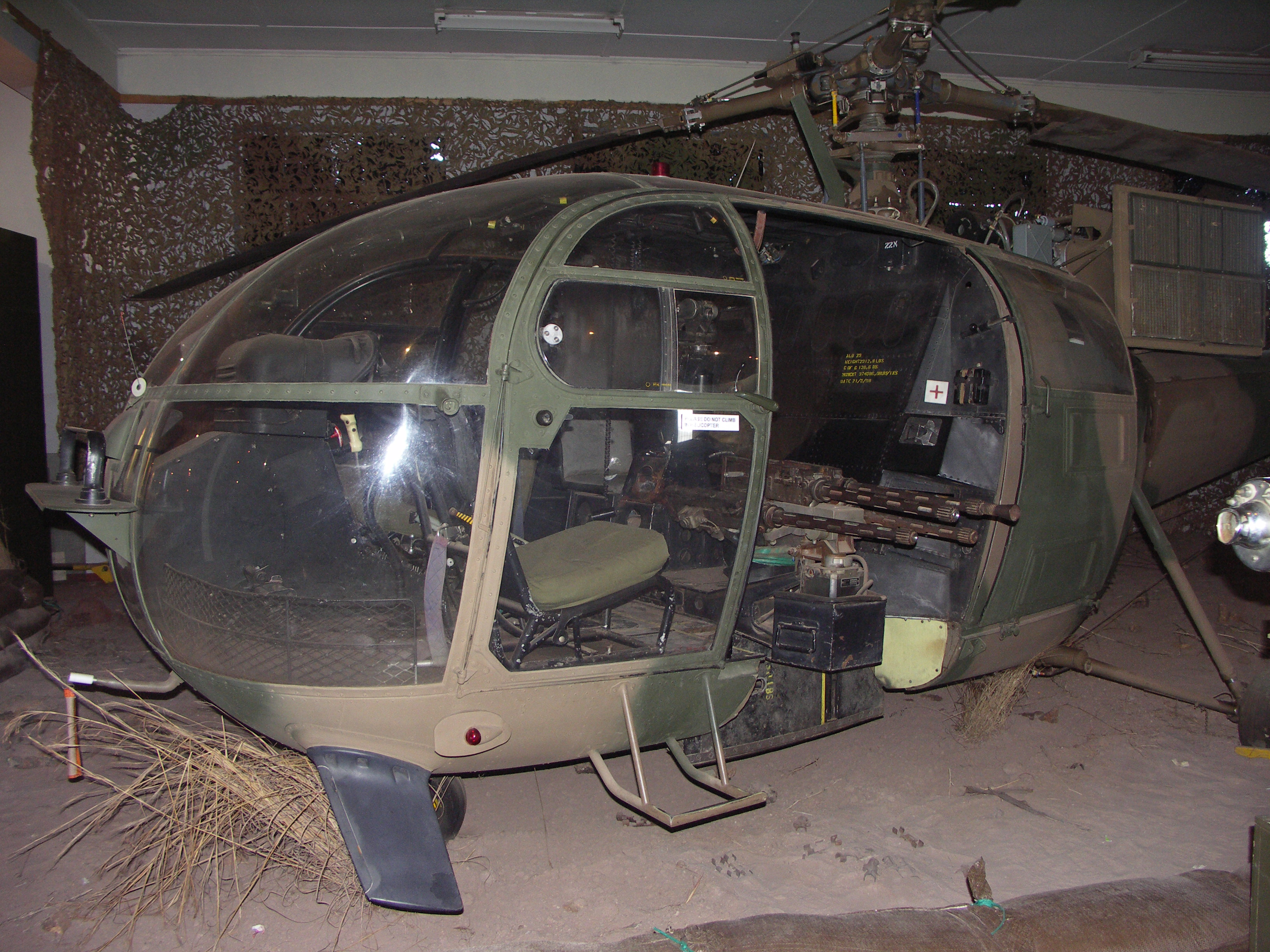
Aérospatiale Alouette III vrtulník upravený montáží bočních kulometů
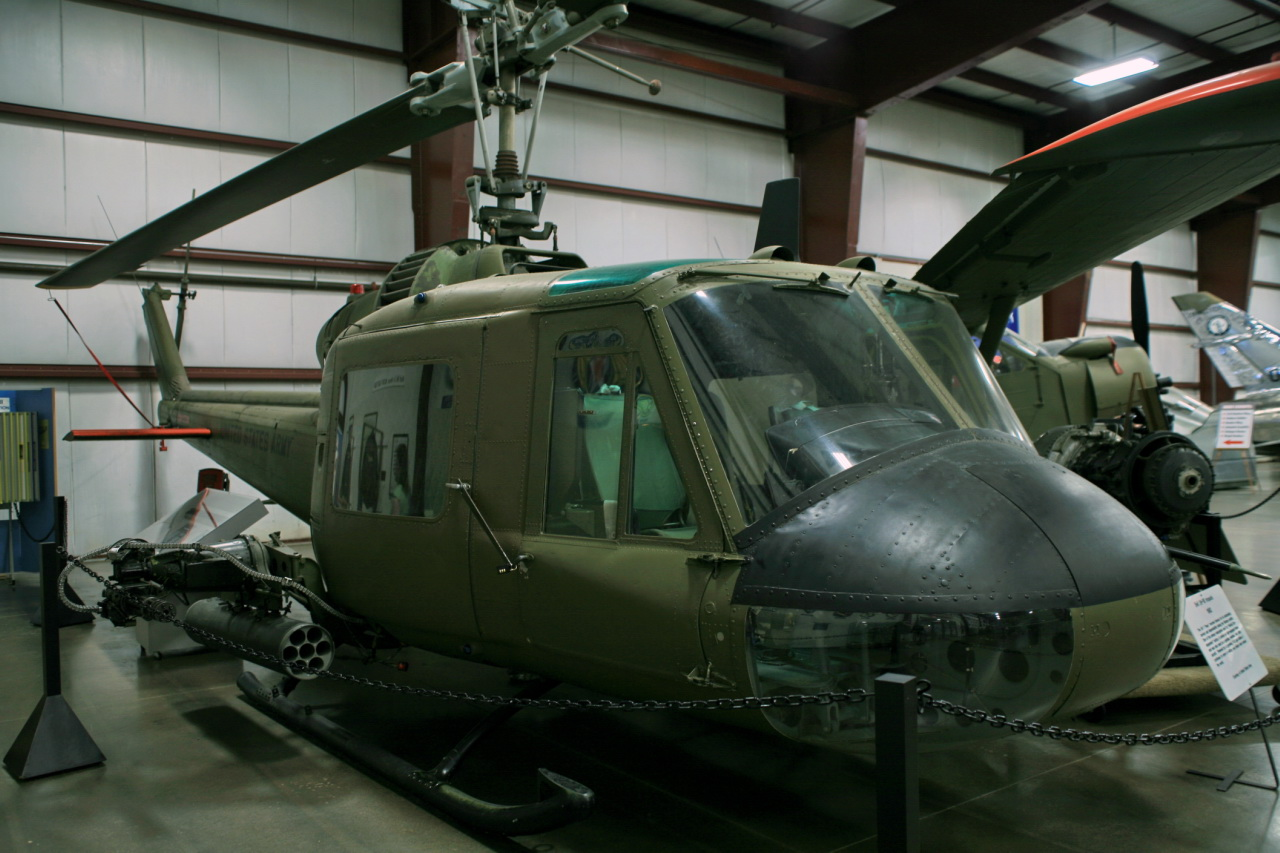
UH-1B vrtulník palebné podpory
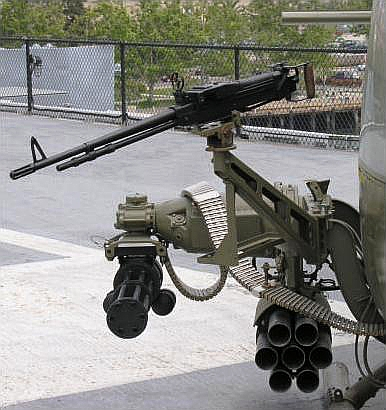
Typická výzbroj vrtulníku palebné podpory UH-1
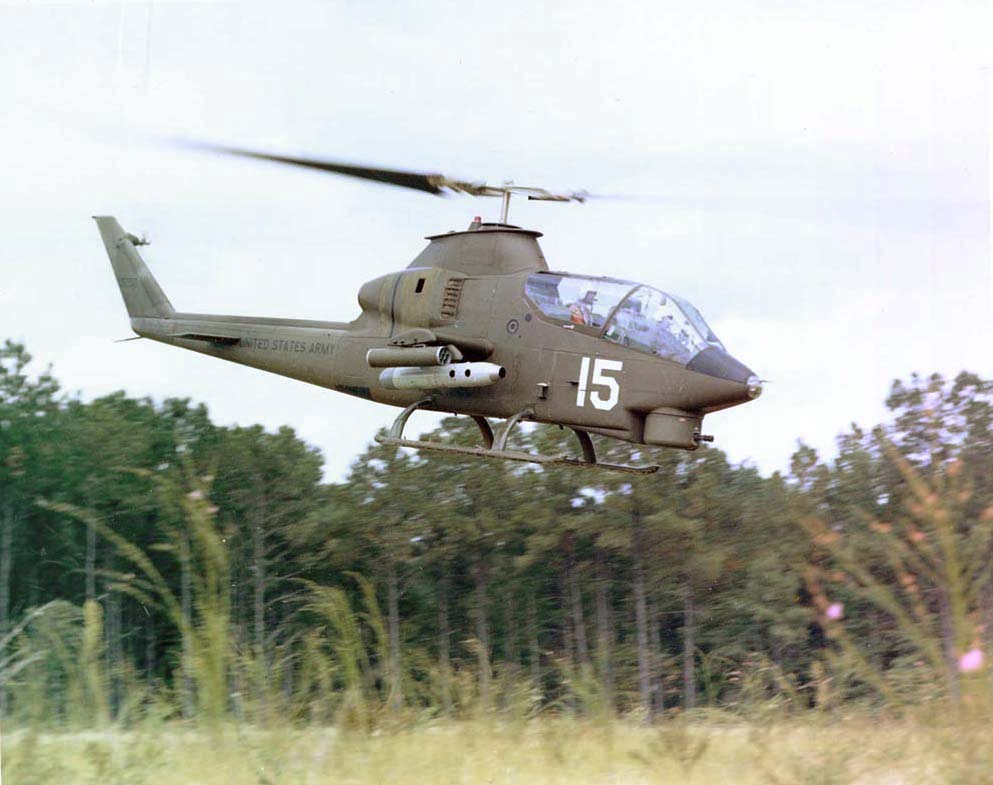
Bell AH-1 Cobra vrtulník palebné podpory
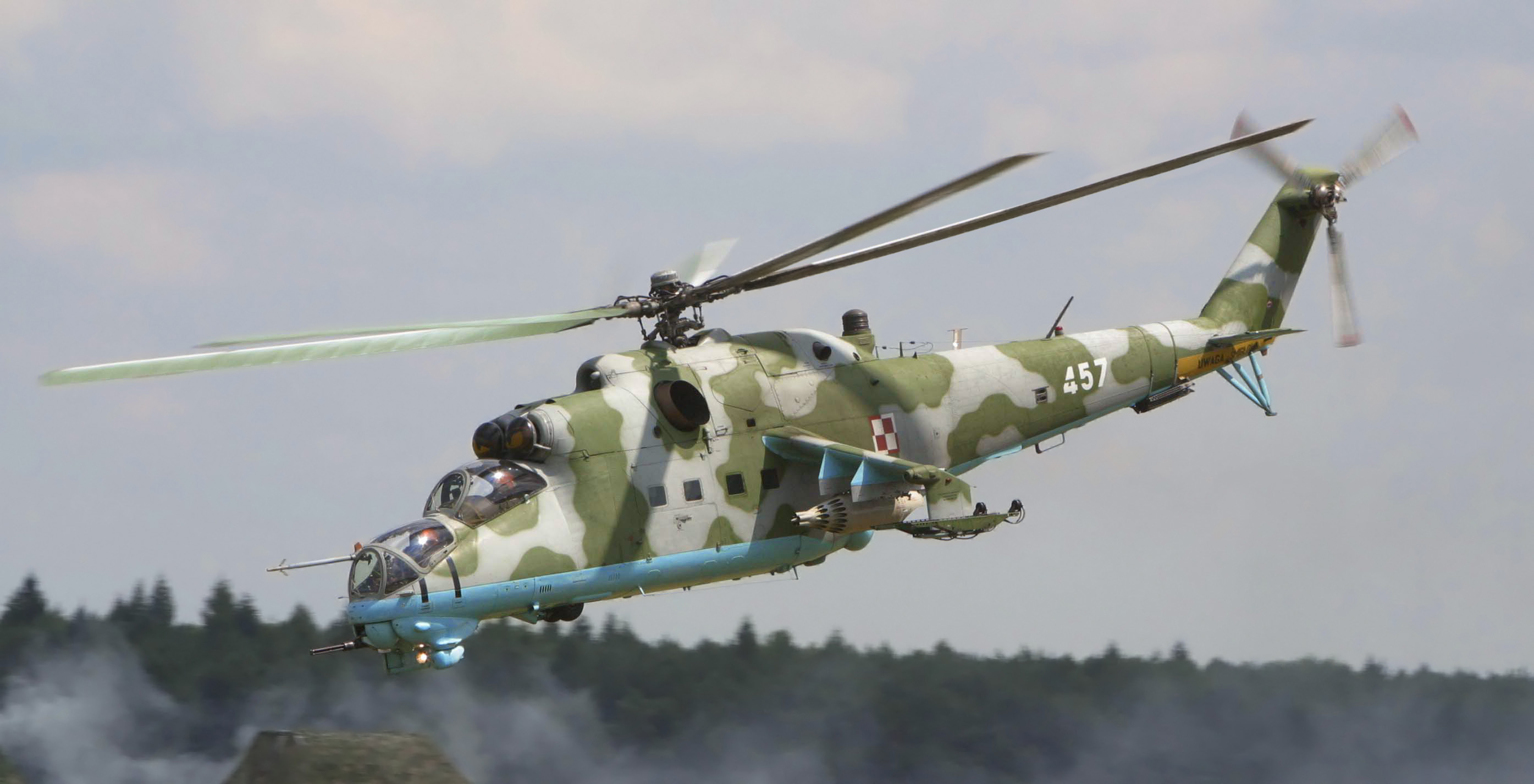
Mil Mi-24 vrtulník palebné podpory